# Marl
Marl è una città di 83 697 abitanti della Renania Settentrionale-Vestfalia, in Germania.
È la seconda più grande città per numero di abitanti del circondario (Kreis) di Recklinghausen (targa RE) ed appartiene alla regione metropolitana Reno-Ruhr.
Marl possiede lo status di "Grande città di circondario" (Große kreisangehörige Stadt).